# Шипли (Йоркшир)
Шипли (англ. Shipley) — старинный торговый город, община в Сити-оф-Брадфорд, Западный Йоркшир, Англия. Расположен по берегам реки Эр и канала Лидс-Ливерпуль, к северу от Брадфорда. До 1974 года — городской округ в составе западного райдинга Йоркшира. Формирует городскую агломерацию с Брэдфордом, население которой составляет 28 162 человека.